# Sardanapale (Byron)
Pour les articles homonymes, voir Sardanapale.
Sardanapale est un drame de Lord Byron, publié en 1821 en Angleterre et traduit en France dès 1822.
Il raconte la fin tragique de Sardanapale, roi légendaire de Ninive en Assyrie, qui, voyant le pouvoir lui échapper à la suite d’une conspiration, choisit, lorsqu'il se rendit compte que sa défaite était inéluctable, de se jeter en compagnie de sa favorite, Myrrha (une esclave ionienne), dans les flammes d’un gigantesque bûcher.
Le poème a inspiré à Eugène Delacroix La Mort de Sardanapale, à Hector Berlioz une cantate, qui lui valut ses premiers succès, à André Caplet et Maurice Ravel des cantates également (intitulées Myrrha) pour le prix de Rome en 1901.

## Citations
- « Quand nous enlevons la vie aux hommes, nous ne savons ni ce que nous leur enlevons, ni ce que nous leur donnons. (Lord Byron, Sardanapale) »
- « Quand vient l'heure de l'adversité, tous deviennent courageux contre celui qui tombe. (Lord Byron, Sardanapale) »